# Fernand Le Heurteur
Fernand Le Heurteur, né le 27 septembre 1905 à Elbeuf et mort le 12 décembre 1989 au Petit-Quevilly est un athlète français.

## Biographie
Cinquième du Cross des nations en 1935, Fernand Le Heurteur est champion de France du 35 kilomètres en 1936.
Il est 31e du marathon des Jeux olympiques d'été de 1936 à Berlin.